# Interactieve badge
Interactieve badges worden ingezet bij congressen en evenementen om het netwerken leuker en effectiever te maken. De eerste interactieve badge werd in 2003 door het Amerikaanse bedrijf nTag in de markt gezet. Deze badges maken gebruik van infraroodsensoren om te kunnen communiceren met de andere elektronische badges om zich heen. 
In 2009 lanceerde Badge2Match een andere versie van interactieve badges. Het bedrijf won met zijn interactieve badges in 2009 de Broos van Erp Prijs. Deze badges communiceren met elkaar door middel van RFID en zodra er een match is tussen deelnemers dan lichten beide badges op in eenzelfde unieke kleur. Op deze manier weten deelnemers met wie ze het beste zouden kunnen praten. De match is gebaseerd op een profiel dat wordt verkregen door deelnemers tijdens online-registratie een aantal matchingvragen te laten beantwoorden.